# 1506
1506 (MDVI) fue un año común comenzado en jueves del calendario juliano.

## Acontecimientos
- 8 de enero: Juana y Felipe el Hermoso llegan a España como reyes de Castilla.
- 21 de enero: en Roma (península italiana) el papa Julio II funda la Guardia Suiza Pontificia.
- 22 de marzo: Fernando II de Aragón, viudo de Isabel I de Castilla, se casa en Dueñas (por poderes) a los 53 años de edad con Germana de Foix, de 17 años, sobrina del rey francés Luis XII.
- 19 de abril: se lleva a cabo la Masacre de Lisboa que dura tres días.
- 27 de junio: Felipe el Hermoso y Fernando II de Aragón firman un acuerdo en Villafáfila. Fernando se retira a Aragón y Felipe queda como rey ante la incapacidad de Juana.
- La ciudad de Pisa vuelve a ser conquistada por Florencia tras una corta rebelión de pocos años.
- Américo Vespucio empieza a llamar «América» al Nuevo Mundo.

## Arte y literatura
- 14 de enero: Se descubre en Roma cerca del Domus Aurea la famosa escultura de la Grecia clásica Laocoonte y sus hijos.
- 18 de abril: El papa Julio II coloca la primera piedra de la Basílica de San Pedro en Roma.

## Nacimientos
- Roxelana (Haseki Hürrem Sultan), Reina y emperatriz consorte del Imperio Otomano; Madre de Selim II y esposa legal y legítima del sultán Suleimán el Magnífico.
- 7 de abril: Francisco Javier, religioso y santo español (f. 1552).
- Gonzalo Pizarro, conquistador español.
- Juan de Juni, escultor franco-español.
- Joanes Leizarraga, religioso español.

## Fallecimientos
- 20 de mayo: Cristóbal Colón, navegante (n. 1451).
- 13 de septiembre: Andrea Mantegna, pintor italiano (n. 1431).
- 25 de septiembre: Felipe I, rey español, llamado «el Hermoso» (n.1478)
- Pedro Berruguete, Pintor español.